# Carnaíba
Carnaíba là một đô thị thuộc bang Pernambuco, Brasil. Đô thị này có diện tích 429,7 km², dân số năm 2007 là 18265 người, mật độ 42,51 người/km².